# Charles Wood (componist)

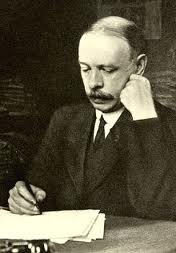
Charles Wood omstreeks 1910

Charles Wood (Armagh, 15 juni 1866 - Cambridge, 12 juli 1926) was een Ierse componist die veel werken voor de kerk heeft geschreven en wiens werk samen met dat van Charles Villiers Stanford, die hij opvolgde als hoogleraar in Cambridge, het meest gespeeld wordt in de Anglicaanse Kerk. 
Wood studeerde aan het Royal College of Music te Londen en aan de Universiteit van Cambridge. Hij was eerst organist en later fellow aan Gonville and Caius College. Hij volgde in 1924 Stanford op als hoogleraar harmonieleer en contrapunt.
Hij heeft nog veel meer muziek geschreven die echter veel minder vaak uitgevoerd wordt, waaronder acht strijkkwartetten. Verder is hij met name bekend door zijn arrangementen van carols. Hij gaf drie verzamelingen van carols uit.
Wood had ook een levendige belangstelling voor Ierland en was in 1904 medeoprichter van de Irish Folk Song Society in Londen. Tot zijn leerlingen behoorden de componisten Ralph Vaughan Williams, Herbert Howells, Arthur Bliss en de dirigent Thomas Beecham.
- Bibsys: 4103580
- Biblioteca Nacional de España: XX5537992
- Bibliothèque nationale de France: cb13901274g (data)
- Gemeinsame Normdatei: 122168941
- International Standard Name Identifier: 0000 0001 2020 4199
- Library of Congress Control Number: n79101532
- Nationale Bibliotheek van Letland: 000118384
- MusicBrainz: 24f26980-b7c3-4971-8c97-6a1134066db3
- Nationale Bibliotheek van Tsjechië: xx0138251
- Nationale Bibliotheek van Israël: 987007395400905171
- Nationale Bibliotheek van Polen: a0000003527923
- Nederlandse Thesaurus van Auteursnamen: 332367320
- SNAC: w6x06jp2
- Système universitaire de documentation: 157617092
- Trove: 930632
- Virtual International Authority File: 7575789
- WorldCat: E39PBJkXq8RJmQ66383KybR9Xd